# Рундблад, Давид
Давид Рундблад (швед. David Rundblad; род. 8 октября 1990, Люкселе, Вестерботтен) — шведский хоккеист, защитник финского клуба «Кярпят». На Драфте НХЛ 2009 выбран клубом «Сент-Луис Блюз» в первом раунде под общим 17-м номером.
Обладатель Кубка Стэнли (2015) в составе «Чикаго Блэкхокс».

## Игровая карьера

### Клубная
10 июня 2010 года было объявлено, что Рундблад подписал контракт новичка с клубом «Сент-Луис Блюз».
11 октября 2011 года Рундблад дебютирова в НХЛ, это произошло в игре против «Миннесоты Уайлд». 15 октября 2011 года в игре против «Каролины» забил свой первый гол НХЛ.
17 декабря 2011 года был обменян в клуб «Финикс Койотис».
4 марта 2014 года «Аризона Койотис» обменяла Рундблада в клуб «Чикаго Блэкхокс», взамен «койоты» получили выбор второго раунда драфта НХЛ 2014.
3 января 2016 года было объявлено, что Рундблад проведёт остаток сезона в клубе «Цюрих Лайонс» из Швейцарии. После вылета «Цюриха» из плей-офф чемпионата Швейцарии, вернулся в Северную Америку.
Летом 2016 года контракт с «Чикаго» был разорван по обоюдному согласию, после чего швед подписал однолетний контракт с «Цюрихом».
10 мая 2017 года Рундблад подписал контракт с СКА, покинув «Цюрих» после завершения контракта.

### Международная
Рундблад представлял сборную Швеции на молодёжном чемпионате мира 2009 и 2010 года.

## Статистика выступлений
| Сезон   | Команда | Лига | И  | Ш | А | О  | +/- | ШТР |
| ------- | ------- | ---- | -- | - | - | -- | --- | --- |
| 2017/18 | СКА     | КХЛ  | 41 | 2 | 9 | 11 | 23  | 6   |